# Pitcairnia hirtzii
Pitcairnia hirtzii är en gräsväxtart som beskrevs av Hans Edmund Luther. Pitcairnia hirtzii ingår i släktet Pitcairnia och familjen Bromeliaceae. IUCN kategoriserar arten globalt som sårbar.
Artens utbredningsområde är Ecuador. Inga underarter finns listade i Catalogue of Life.